# Teolo
Teolo (AFI: /teˈɔlo/, meno comunemente /ˈtɛolo/; localmente /teˈolo/; Teóło in veneto) è un comune italiano di 8 964 abitanti della provincia di Padova in Veneto. Si tratta di un comune sparso in quanto la sede municipale non si trova nell'omonimo borgo ma nella frazione di Treponti.

## Geografia fisica
I confini del comune si muovono in modo irregolare. Comprendono a ovest una parte collinare, ovvero i Colli Euganei centro-settentrionali, stretta a ovest dai territori comunali di Vo' e Rovolon e a est da quello di Torreglia (e, in minima parte, Galzignano Terme); e a est una parte pianeggiante dove comunque sussistono alcuni modesti rilievi isolati. Le due zone sono collegate da una sorta di corridoio in cui sorge Treponti, sede del comune.

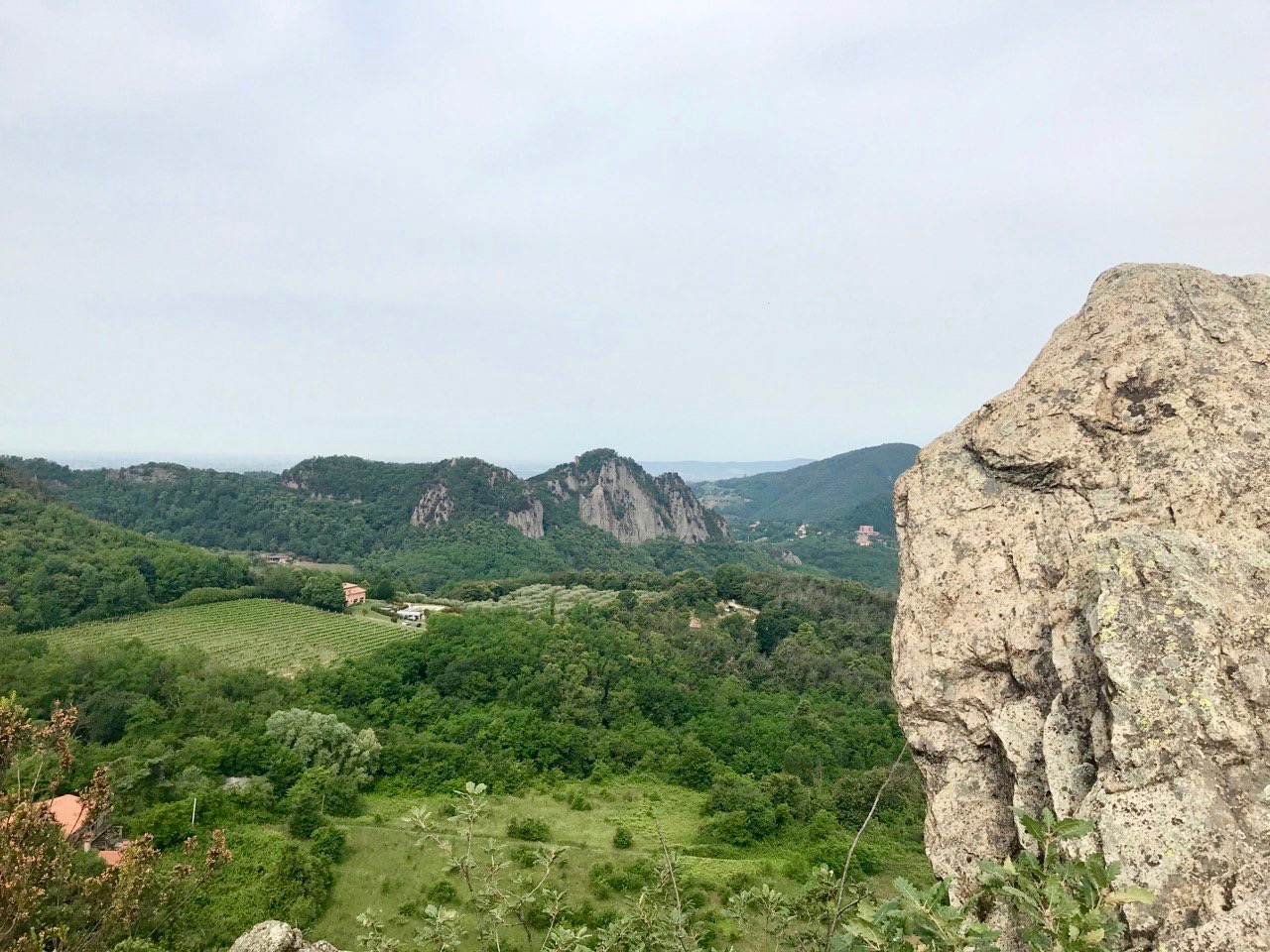
Rocca Pendice dalla cima del Monte Pirio

La parte collinare raggiunge a sud le pendici del monte Venda (senza tuttavia toccarne la cima) e prosegue a nord sino ad abbracciare il versante sudorientale del monte Grande (467 m s.l.m.). Altri rilievi degni di nota sono - da nord a sud - il monte della Madonna (523 m, seconda cima della catena), il monte Altore (366 m), la Rocca Pendice (320 m), il monte Pirio (328 m), il monte delle Forche (245 m) e il Baiamonte (486 m).
La parte pianeggiante va dalla zona delle Selve-San Benedetto, al confine con Saccolongo, a Tramonte, verso Torreglia; a ovest si protrae lungo la direttrice per Padova sino alla frazione Feriole (in parte ricadente nei comuni di Abano Terme e Selvazzano Dentro). Come già accennato, anche qui si alzano dei colli isolati: si citano il monte Bello (117 m) che domina Treponti, il monte Rosso (178 m) e il monte Ortone (168 m); Tramonte, come suggerisce il nome, è circondata da una cortina formata dai monti Sengiari (175 m), Lonzina (234 m) e Boscalbò (119 m); sul versante nord di quest'ultimo si trova l'abbazia di Praglia.
Per quanto riguarda l'idrografia, la zona collinare si caratterizza per la presenza dei calti, delle incisioni profonde in cui scorrono corsi d'acqua perenni o stagionali: vengono ricordati il calto Cannòla, diretto verso Zovon, il calto Contea, che da Castelnuovo termina nel precedente, il calto Freddo, ai piedi del monte Venda, e il calto delle Giare, tra Teolo e Villa. Nella zona pianeggiante scorrono diversi canali di origine artificiale, legati alle opere di bonifica che hanno interessato le zone ai piedi dei colli. Il più importante è lo scolo Rialto che, provenendo da Bastia di Rovolon, raggiunge Treponti e piega verso ovest sfiorando Bresseo; curva ancora verso sud verso Tramonte per poi proseguire in comune di Torreglia; si getterà nel canale Vigenzone in corrispondenza dell'abitato di Battaglia Terme.

## Storia

### Epoca antica
L'uomo ha fatto la sua comparsa nel territorio di Teolo sin dal Paleolitico, come dimostrano i manufatti in selce rinvenuti a Castelnuovo e sul monte della Madonna. La zona risultava non solo ricca di risorse naturali, ma anche facilmente difendibile grazie alla sua natura collinare.
All'epoca romana dovrebbe risalire il toponimo, da titulus "confine", riferito alla posizione tra i territori di Padova ed Este; lo stesso termine compare peraltro su un cippo confinario rinvenuto nei pressi della parrocchiale del capoluogo e risalente al 141 a.C.
Una tradizione ritiene che Teolo fosse il luogo di nascita di Tito Livio, ma mancano delle testimonianze certe al riguardo.

### Medioevo
Nel medioevo venne confermato l'interesse strategico della località e sulla sommità della Rocca Pendice i vescovi di Padova eressero il castello di Speronella. A questo si contrapponeva, a breve distanza, il castello di Castelnuovo, retto dall'omonima famiglia feudale.
Dal punto di vista amministrativo, Teolo ebbe una certa importanza a partire dal XIII secolo, quando divenne sede di una podesteria compresa nel Comune di Padova. Conservò il suo ruolo di capoluogo anche durante la signoria dei Carraresi, come sede di vicaria.
Rilevante fu anche l'aspetto religioso, con la fondazione, sul monte della Madonna, del monastero benedettino di Sant'Antonio abate.

### Periodo veneziano
All'inizio del Quattrocento la signoria dei Carraresi fu abbattuta dalla Repubblica di Venezia. Con la Serenissima iniziò un periodo di stabilità politica, che portò una certa prosperità economica. Venne inoltre mantenuta la figura amministrativa del vicario, che venne a stabilirsi nel Palazzetto dei Vicari tuttora esistente al centro del paese.
È questo il periodo in cui alcune famiglie del patriziato veneziano, attratte dalle risorse naturali e dalla bellezza del luogo, iniziano a monopolizzare lo sfruttamento del territorio e ad erigervi le proprie ville.

### Età contemporanea
Con la caduta della Serenissima e l'arrivo di Napoleone, Teolo perse per un periodo la propria importanza amministrativa, ma venne ristabilita poco dopo erigendola a sede di distretto. Pare che questa decisione fu ispirata da un sonetto dell'abate Felice Dianin, che ricordò l'importanza storica del centro quale luogo di nascita di Tito Livio. In seguito all'amministrazione napoleonica al Comune di Teolo venne annesso il territorio del piccolo Comune di Tramonte, sì che ora Tramonte è una frazione.
Nel 1862, sotto l'amministrazione austriaca, vennero chiusi commissariato e pretura e la sede comunale fu spostata nella frazione Treponti, dove si trova attualmente.

### Simboli
Lo stemma e il gonfalone sono stati concessi con decreto del presidente della Repubblica del 24 novembre 1983.
Il gonfalone è un drappo di azzurro.

## Monumenti e luoghi d'interesse

### Architetture religiose
- Abbazia di Praglia. Antico monastero benedettino situato nella campagna padovana, alle falde del monte Lonzina (Colli Euganei) nel comune di Teolo e in prossimità di Abano Terme. Ospita la Biblioteca nazionale, che è un monumento nazionale italiano. È attualmente retta dall'abate dom. Norberto Villa e la comunità conta 49 monaci. La chiesa abbaziale di Santa Maria Assunta è stata elevata da papa Pio XII nel febbraio del 1954 alla dignità di basilica minore.
- Chiesa di Santa Giustina. Parrocchiale di Teolo, si colloca in posizione dominante rispetto al paese, sulle pendici del monte della Madonna. Come dimostra l'intitolazione alla protomartire Giustina di Padova, ha origini molto antiche. Nel 1297 fu citata come pieve della diocesi patavina, cui erano affiliate le chiese di Montemerlo, Zovon, Boccon, Castelnuovo e Cortelà. Ha subito vari restauri e rifacimenti (il più antico entro il 1310) e l'attuale edificio è il risultato di un ampliamento svolto tra il 1851 e il 1853. Il campanile, invece, conserva le forme romaniche risalenti al Quattrocento. All'interno sono conservate due pale d'altare attribuite a Francesco Apollodoro e a Pietro Liberi (XVII secolo) e due sculture di santi di Tommaso Bonazza e Francesco Rizzi (XVIII secolo). Gli affreschi delle pareti interne sono opere liberty di Giacomo Manzoni[8]. Sulla cantoria in controfacciata, l'organo a canne Malvestio del 1914, con 15 registri su due manuali e pedale.[9] L'edificio è chiuso al pubblico da novembre 2016 perché inagibile.
- Chiesa di Sant'Antonio abate. Situata sul monte della Madonna, era parte di un antico monastero benedettino risalente al Duecento. Probabilmente i religiosi scelsero questo luogo per la presenza di una grotta in cui, secondo la tradizione, visse in eremitaggio santa Felicita (VIII-IX secolo). Già nel 1405, tuttavia, il complesso risultava abbandonato, sicché fu sottoposto all'abbazia di Santa Giustina perché fosse recuperato. Ne sono testimonianza i simboli scolpiti sul timpano del portale d'ingresso della chiesa, tra i quali compare un ramo di palma, richiamo al martirio di santa Giustina. Nel Seicento passò all'abbazia di Praglia e nello stesso periodo venne costruita la chiesa recente. Il cenobio fu chiuso con le soppressioni napoleoniche di inizio Ottocento, il monastero cadde in rovina (resta solo uno dei muri perimetrali) e la chiesa si salvò grazie ai restauri finanziati dai privati (l'ultimo del 1980). La chiesa è di proprietà privata ma è sempre aperta. La venerazione per sant'Antonio abate è viva a Teolo e il 17 gennaio viene organizzata la sagra di Sant'Antonio del porseéto, così detta perché il santo, patrono degli animali domestici, è spesso raffigurato accompagnato da un porcellino. Nel medioevo, gli stessi benedettini allevavano in suo onore un maiale che poi donavano ai poveri[10].
- Santuario del Monte della Madonna. Il Santuario della Madonna del Monte, dedicato alla Beata Vergine Assunta, si trova in cima al secondo colle più alto degli Euganei, vicino alle località di Rovolon e Teolo. La presenza del luogo sacro ha perciò determinato il nome del rilievo stesso, Monte della Madonna. Una chiesa esisteva qui fin dal XIII secolo, citata in un testamento del 1253 e punto di riferimento per eremiti e pellegrini. Unita da Papa Giulio II nel 1508 all'abbazia benedettina di Praglia come sua dipendenza, la chiesa fu più volte ampliata e divenne un vero e proprio santuario affidato alle cure di una locale confraternita mariana. Nella difficile fase delle soppressioni napoleoniche che vide la chiusura di Praglia, l'esperienza eremitica sul Monte della Madonna non si interruppe. Nel 1940 la chiesa fu in gran parte ricostruita, mentre nel periodo 1955-1965 gli fu edificato accanto un piccolo monastero con chiostro, dove tuttora risiedono stabilmente monaci benedettini della comunità di Praglia. La chiesa moderna conserva parte delle murature dell'antica cappella costruita nel '500 che sono state riportate alla luce da un recente restauro. All'interno, sulla parete centrale del presbiterio, si trova una statua trecentesca della Madonna col Bambino, in pietra policroma, attribuita ad Andriolo de' Santi. Altre testimonianze artistiche dell'antica chiesa risalgono al XVII secolo, sono una pala dipinta da Giovanni Battista Bissoni (allievo del Varotari) raffigurante San Rocco e un crocifisso ligneo di autore ignoto. Come l’abbazia di Praglia da cui dipende, anche il Santuario della Madonna del Monte è meta di visitatori e di devoti.
- La Chiesa di San Giorgio è un luogo di culto situato in località Tramonte nel comune di Teolo, in provincia di Padova, Veneto. Alle pendici del monte Boscalbò (117,9m)[11],  tra il Monte Lonzina a nord e il Monte Sengiari a sud-ovest. La chiesa ha una storia risalente al XII secolo, testimoniata dai ritrovamenti di alcune pietre incise rinvenute durante i lavori di restauro del 1934.[12]

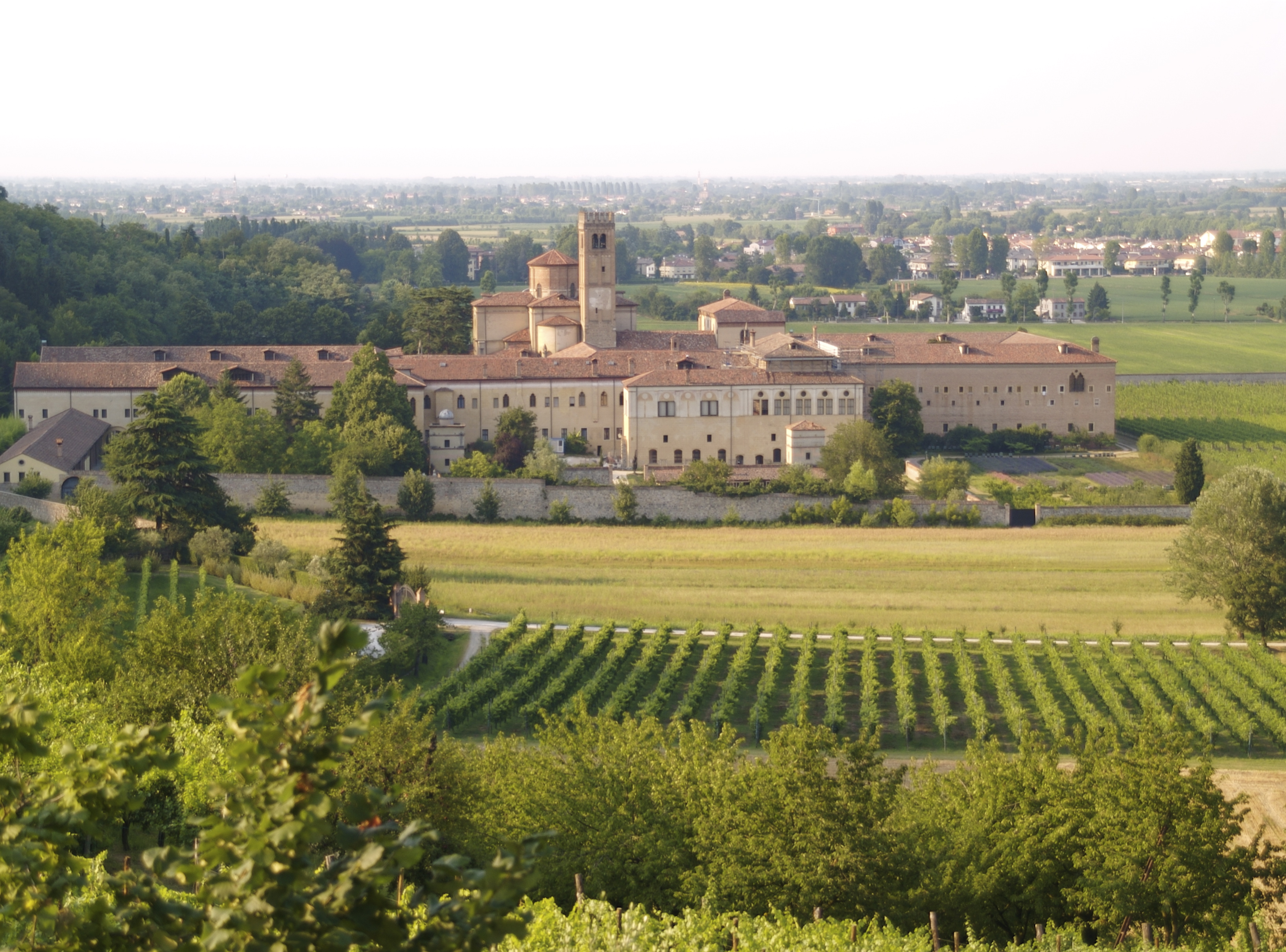
Complesso dell'Abbazia di Praglia
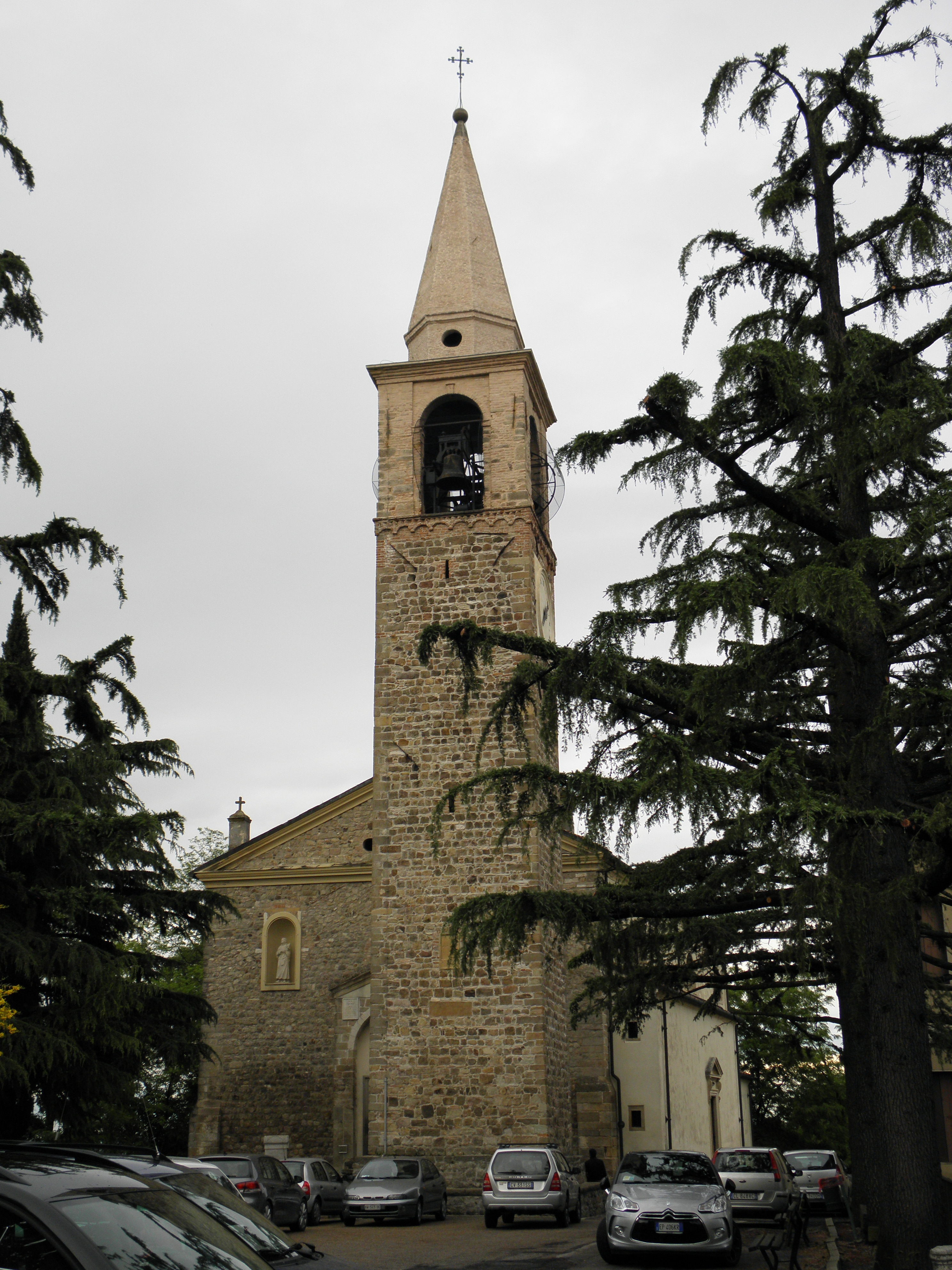
La romanica chiesa parrocchiale di Santa Giustina
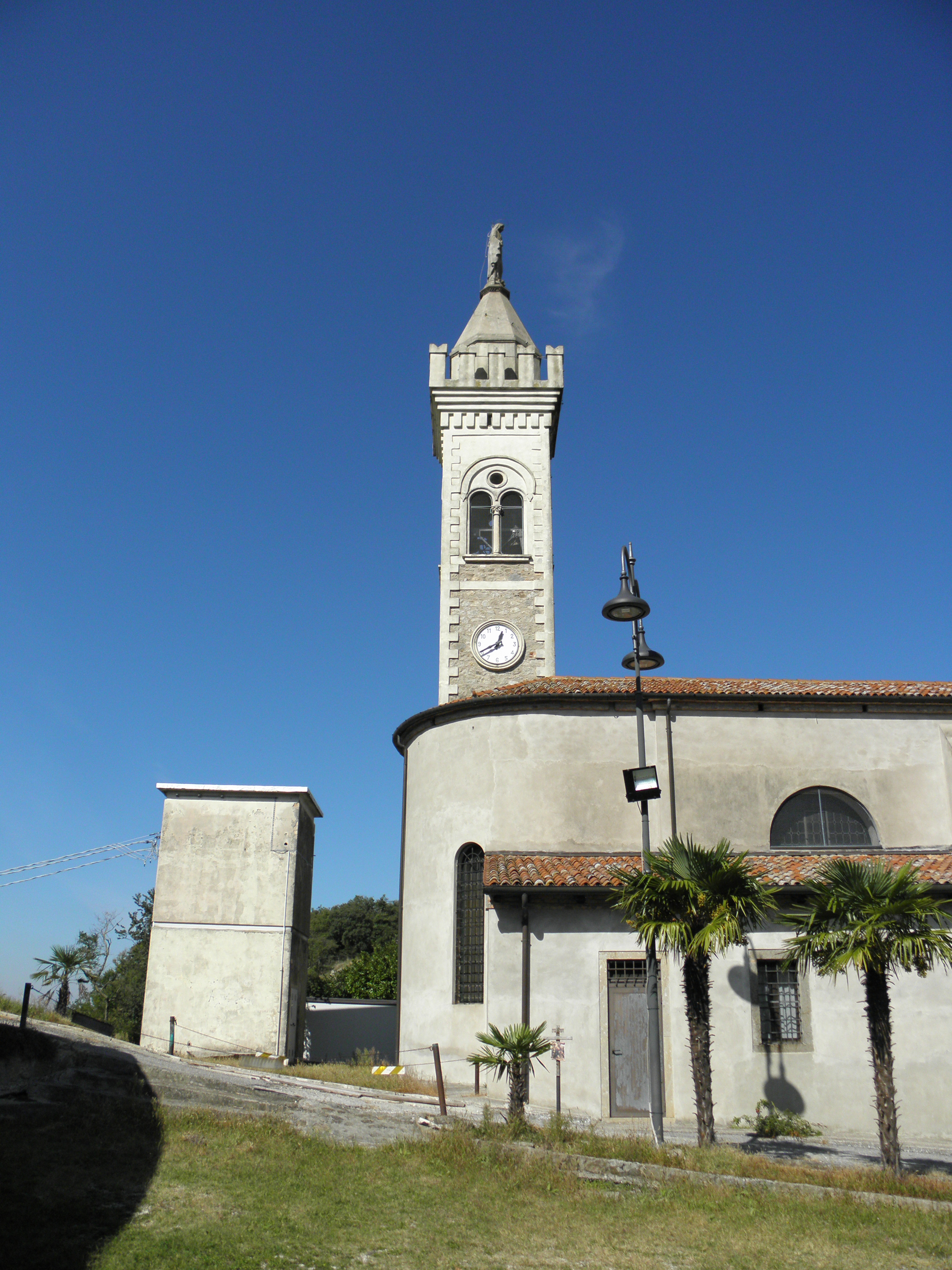
Chiesa di San Biagio
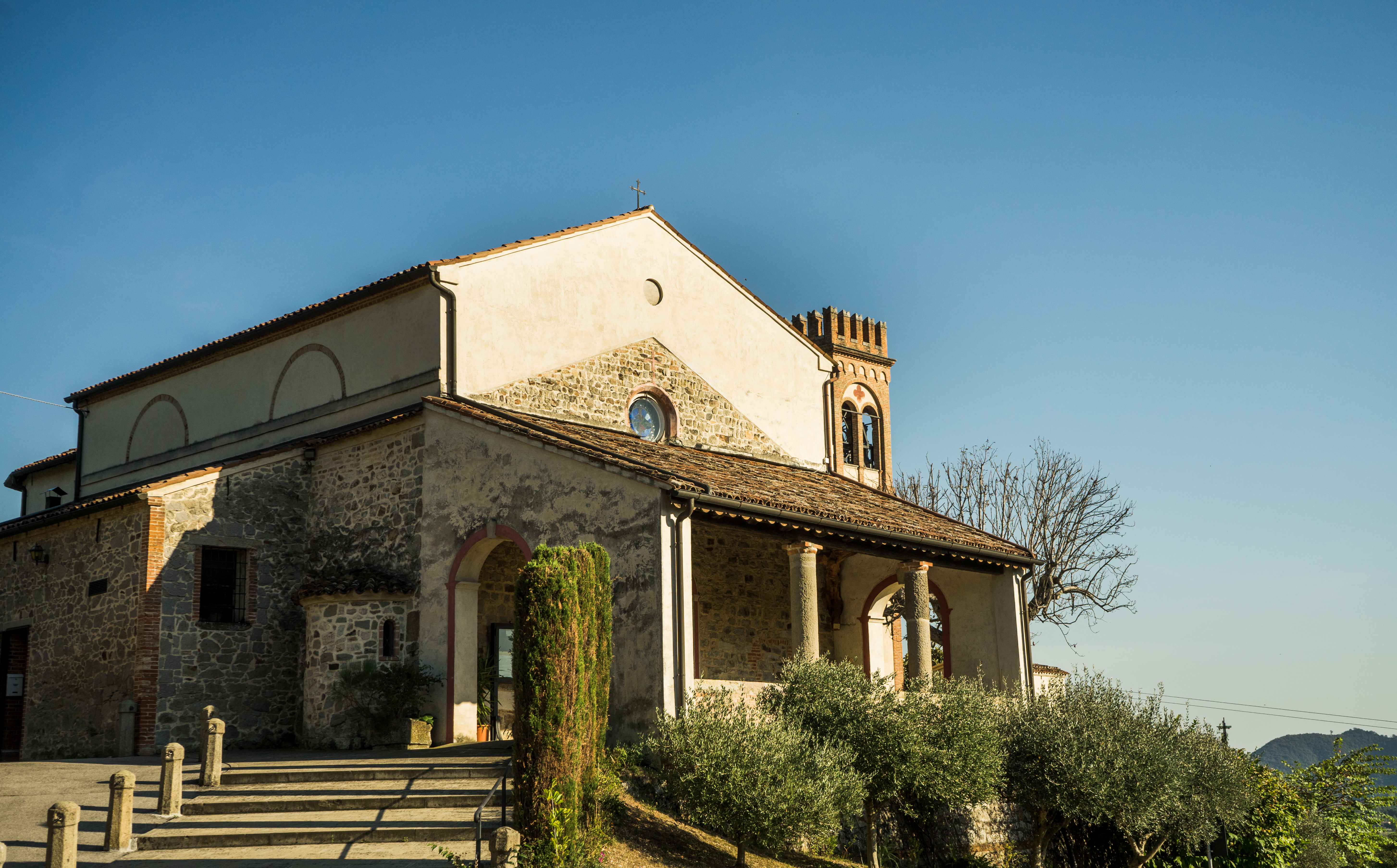
Chiesa di San Giorgio

### Architetture civili
Il Palazzetto dei Vicari. Si tratta di un piccolo ma elegante edificio cinquecentesco, che testimonia l'importanza del borgo collinare fin dalle epoche passate. Sede del potere amministrativo in epoca veneziana, oggi accoglie il Museo di Arte contemporanea "Dino Formaggio", che esprime la sua vitalità attraverso l'allestimento di mostre temporanee, accanto all'esposizione permanente, e a numerose iniziative culturali grazie alle quali il Museo sta divenendo una vera e propria officina di cultura (raffaella cosentino borsetto). 
I dintorni di Teolo sono adatti al ciclismo amatoriale. Tra gli itinerari più interessanti vi è quello che dal centro del paese conduce al monte della Madonna che transita per l'ameno Valico delle Fiorine. Numerose sono le ville sparse in tutte le frazioni (Villa Cavalli Lugli a Bresseo, Villa Rosa a Tramonte, complesso La Bembiana a Monterosso).
Nella Villa Cavalli Lugli a Bresseo sono state girate scene per alcuni film:
- Un tranquillo posto di campagna del 1968 diretto da Elio Petri con Franco Nero e Vanessa Redgrave[13][14]
- Il tuo vizio è una stanza chiusa e solo io ne ho la chiave del 1972 diretto da Sergio Martino con Edvige Fenech.[15]

Nella Villa Vergani a Bresseo sono state girate quasi tutte le scene del film Grazie zia del 1968 diretto da Salvatore Samperi con Lisa Gastoni.

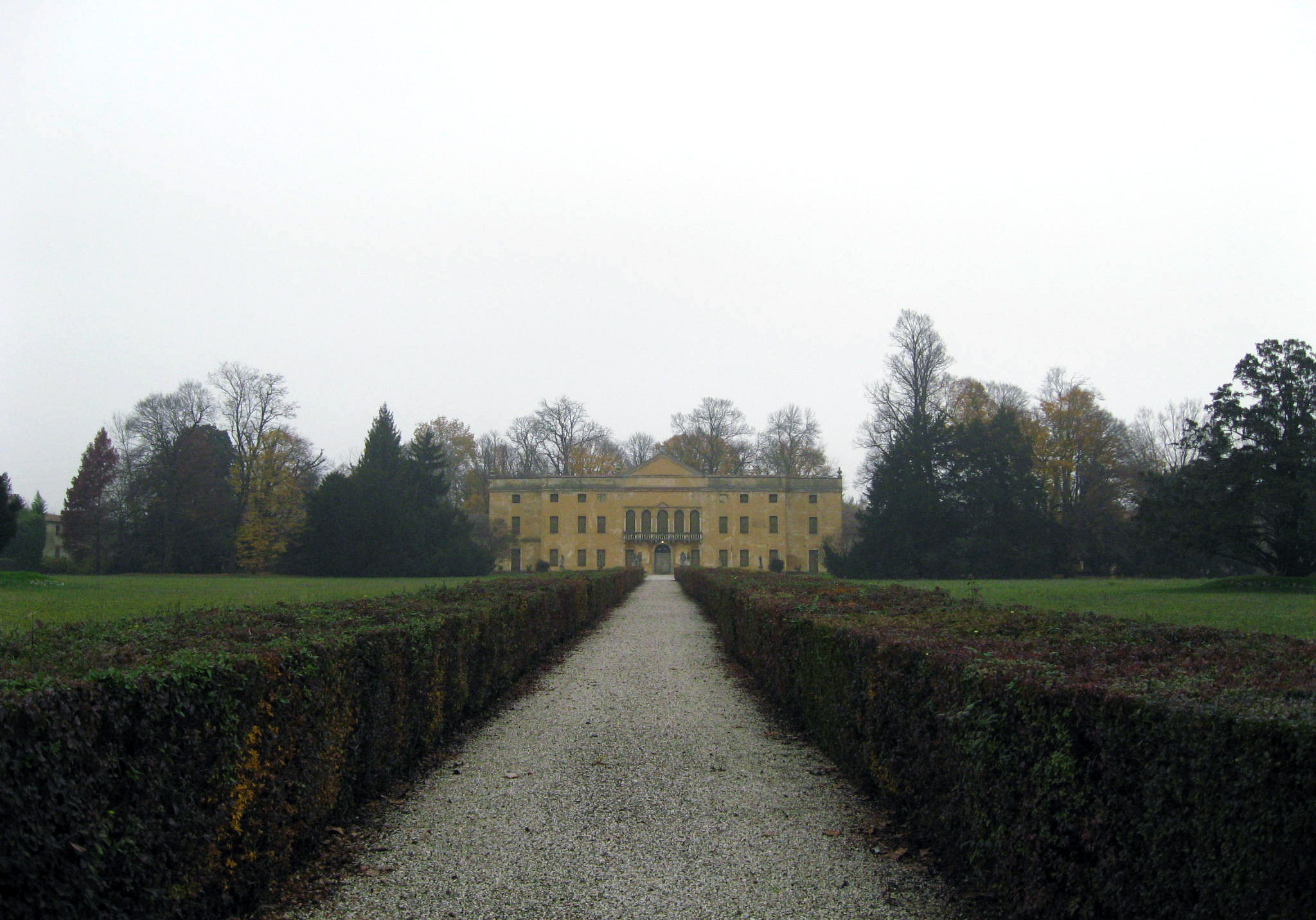
Veduta di Villa Cavalli Lugli a Bresseo
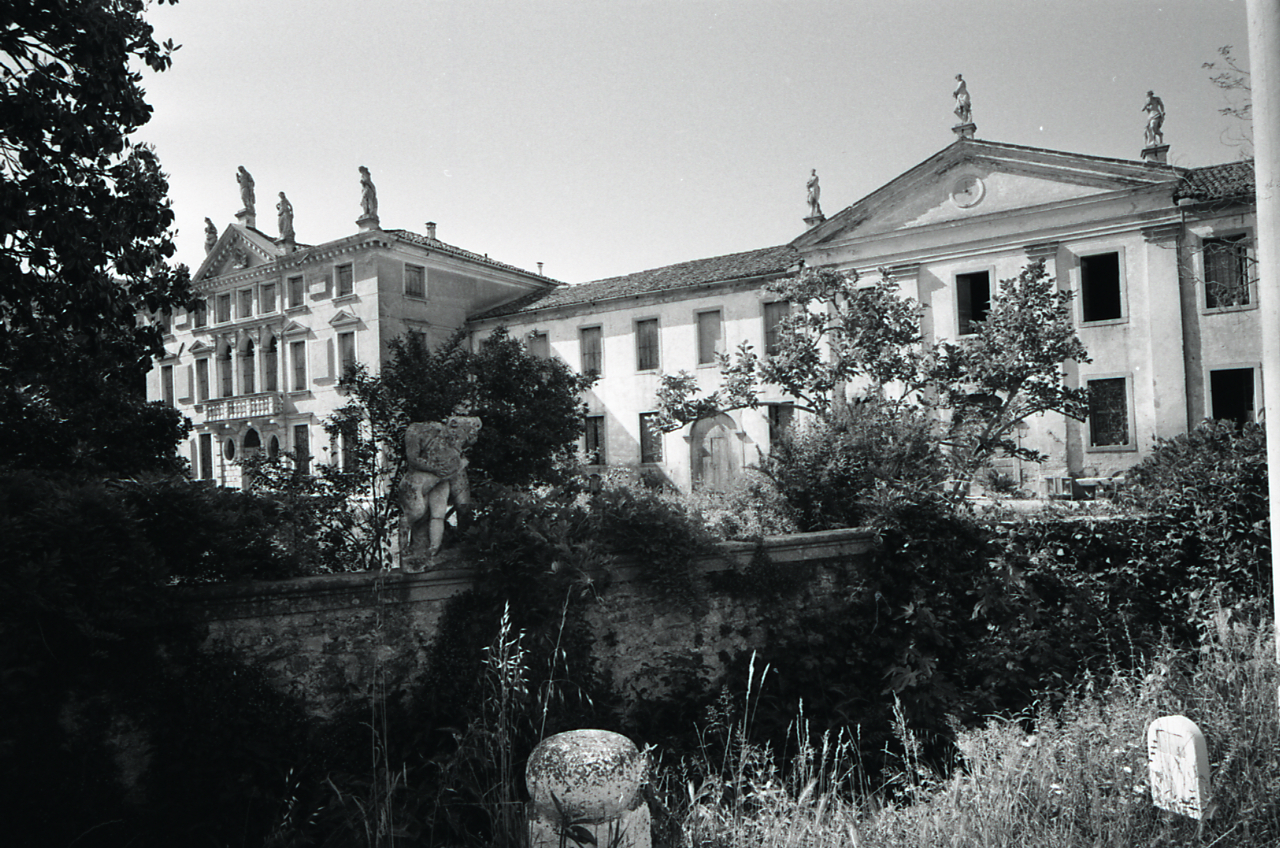
Villa Rosa a Tramonte

### Architetture militari

#### Ruderi del castello di Speronella
Sorgono in posizione dominante sulla cima della Rocca Pendice.
Difficile collocarne le origini. I primi riferimenti risalgono all'XI secolo, quando era proprietà del vescovo di Padova. Nel 1161, nell'ambito delle lotte tra potere civile ed ecclesiastico, questi dovette cederlo all'imperatore Federico Barbarossa ma gli fu restituito nel 1177.
In questo stesso periodo è ambientata la leggenda che ha dato il nome al castello: qui il vicario imperiale Pagano, oppressore di Padova, vi aveva rinchiuso la giovane nobildonna Speronella Dalesmanini di cui si era innamorato. Fu liberata grazie a una rivolta del popolo padovano, fomentato dal padre e dal fidanzato della ragazza.
Tornando alla storia, nel 1320 venne attaccato dai Veronesi di Cangrande della Scala, ma resistette all'assedio. Successivamente passò sotto il controllo dei Carraresi che lo utilizzarono come prigione sino all'arrivo della Serenissima, nel 1405. Il periodo di pace che ne seguì rese inutile la fortezza che, passata alla famiglia Dondi dell'Orologio, fu convertita in palazzo di villeggiatura per poi venire definitivamente abbandonata.

#### Base militare NATO Venda
La base militare NATO Venda è stata una base NATO e dell’aeronautica militare italiana attiva tra il 1955 e il 1998, situata in un sistema di gallerie all'interno del monte Venda. La strada che sale verso la base si trova interamente nel comune di Teolo, mentre l'area recintata si trova prevalente nel comune di Vò e in parte nel comune di Teolo e Cinto Euganeo.

### Aree naturali
Dal 1989 la maggior parte del territorio comunale ricade sotto la tutela del Parco regionale dei Colli Euganei.
La natura e la quiete dei Colli Euganei hanno ispirato generazioni di poeti, fra cui Francesco Petrarca, Percy Shelley, Lord Byron, Ugo Foscolo.
Chi volesse visitare i colli non deve aspettarsi una natura selvaggia, bensì un paesaggio culturale fortemente antropizzato e in cui la presenza dell'uomo e dell'agricoltura sono parte fondamentale. Ancor oggi il paesaggio è caratterizzato dai vigneti e dai relativi terrazzamenti in trachite. In molti colli la flora boschiva originaria composta dal rovere, dal carpino bianco e dall'orniello è stata sostituita nei secoli da aree coltivate e da altre specie con valenza economica come la robinia e il castagno, indice dell'intenso sfruttamento di questo territorio da parte dell'uomo.
Il modo migliore per osservare la natura dei colli da vicino è una gita a piedi in uno dei numerosi sentieri del parco. Alcune zone sono facilmente raggiungibili anche in bicicletta attraverso piste o sentieri ciclabili. In futuro è prevista l'unione delle ciclabili preesistenti in un anello completo attorno ai colli (opera in parte già realizzata).
Fra le specie animali presenti nei colli vale la pena ricordare i rapaci come il falco pellegrino, che già da alcuni anni è tornato a nidificare in alcune pareti rocciose (Rocca Pendice).

#### Cascata Schivanoia
Nei pressi di Castelnuovo di Teolo si trova una piccola cascata immersa nel bosco; si tratta di un sito naturalistico molto suggestivo e decisamente singolare nel comprensorio dei Colli Euganei. La cascatella è conosciuta con il nome di cascata Schivanoia, dal toponimo che identifica la località in cui nel XV secolo la ricca famiglia dei Capodilista deteneva vasti possedimenti fondiari e una casa di villeggiatura (in passato il termine schivanoia indicava luoghi di svago in campagna).
Per raggiungere questo ameno salto d'acqua si può partire dal più basso dei 6 tornanti della strada provinciale nº43 che da Teolo sale a Castelnuovo, chiamata “Speronella”: sulla destra si imbocca una stradella sterrata e si scende costeggiando un antico bosco di maronari (castagneto). Poco prima di giungere ad una casa colonica si gira a sinistra, imboccando un sentiero sempre in discesa che conduce ad un prato. Tenendo la sinistra si prosegue tra alberi di robinia e in breve tempo si comincia ad avvertire il suono dell'acqua che ci avvisa dell'imminente arrivo alla cascata.
Esiste un percorso più breve per raggiungere la cascata Schivanoia, ma con meno possibilità di parcheggiare l'auto. Il sentiero parte infatti in corrispondenza del 3° tornante della SP43, dove si trova un piccolo slargo sul ciglio della carreggiata; qui è stato installato un interessante pannello informativo del Parco Regionale dei Colli Euganei, che descrive la flora e la fauna del Castagneto Schivanoia. Il sentiero si addentra subito nel bosco di castagni secolari; dopo poche centinaia di metri si incontra un bivio in cui si deve prendere a destra e proseguire dritti fino ad una seconda biforcazione, alla quale si deve invece svoltare a sinistra. In poco tempo si raggiunge un grande prato, lo si costeggia stando sulla destra e al termine si prosegue sulla sinistra, lungo il serpeggiante e stretto sentiero tra in mezzo alle robinie conduce in pochi minuti alla cascata.
Per arrivare sul corso d’acqua che si trova infossato nella gola rocciosa, occorre imboccare il sentierino che scende sulla destra: percorrendolo si passa accanto ai ruderi di un vecchio mulino, testimonianza di un'attività antropica ormai del tutto scomparsa. Una volta scesi all'altezza del letto del torrentello si riesce ad ammirare in tutta la sua bellezza la cascata, che non è sicuramente imponente, ma risulta senz'altro emozionante per il contesto naturalistico in cui è inserita.
Dal letto del calto Contea si può osservare il filone-strato di roccia magmatica (latite) che, avendo formato un gradino morfologico nella vallata, ha dato origine al salto d'acqua. Il filone di latite si presenta molto più resistente all'erosione dell'acqua rispetto alle rocce sedimentarie circostanti e proprio per questo motivo si è verificato un distacco dei blocchi lungo le fratture verticali del filone stesso. Il sito esposto verso nord e protetto dalle pareti rocciose e dalla vegetazione, risulta essere una mèta ideale anche nelle giornate estive più afose.
L'accesso alla cascata è stato messo in sicurezza dall'Ente Parco attraverso l'installazione di una staccionata di protezione, in quanto le rocce risultano piuttosto scivolose a causa del fango e dell'umidità del luogo.

### Cave di pietra
Se l'agricoltura è parte integrante del paesaggio culturale euganeo, lo stesso non si può dire delle troppe cave (di trachite, di marna e di calcare) aperte tra il 1950 e il 1970, le quali hanno creato delle ferite visibili anche a parecchi chilometri di distanza.
La legge n. 1097 del 29-11-1971, per la tutela delle bellezze naturali e ambientali dei Colli Euganei, ha poi imposto la immediata e definitiva cessazione di tutte le cave per la produzione di pietrame e pietrisco di ogni genere ed ha regolamentato più severamente la continuazione di tutte le altre cave. In questo modo ora sono rimasti attivi solo quei pochi siti estrattivi (nessuno però nel territorio comunale di Teolo) fondamentali per la produzione di materiali lapidei di pregio, che vanno ad inserirsi nelle opere di restauro dei centri storici veneti, a partire da Venezia.

## Economia

### Agricoltura
La vite è sicuramente la coltura più significativa del luogo (DOC dei Colli Euganei). Altri prodotti degni di nota della zona collinare sono l'olio d'oliva e il miele.

### Ambiente ed ecologia
Nel comune di Teolo è in funzione un impianto di fitodepurazione integrale, innovativo per impatto ambientale minimo e autosufficienza energetica; un progetto congiunto del comune di Teolo, Etra e parco regionale dei Colli Euganei. Prima di questo intervento le acque usate dalle abitazioni nella zona alta di Teolo, in cui vivono più di 150 abitanti, nella quale non esiste una rete fognaria che possa condurre i reflui al depuratore comunale, venivano trattate da tre vasche Imhoff, ma vista la valenza ambientale dell'area, situata all'interno del parco regionale dei Colli Euganei, si è stabilito di integrare questo trattamento con un sistema di fitodepurazione, per migliorare l'efficacia del processo.
Con particolare riferimento allo sfruttamento della risorsa geotermica, il comune di Teolo partecipa al progetto europeo "Energy Villab" il cui obiettivo è quello di “migliorare la qualità della vita per i cittadini del territorio attraverso l'adozione di tecnologie che facciano uso di energia rinnovabile” che è stato e sarà di grande sostegno alla realizzazione di interventi rivolti al coinvolgimento e alla sensibilizzazione dei cittadini. Il progetto, infatti, prevede l'istituzione di un servizio innovativo in grado di far dialogare tra di loro i principali stakeholders del territorio quali: gli uffici comunali, i fornitori, gli installatori e gli utenti finali, ovvero i cittadini, interessati nello sviluppo e nelle applicazioni di tali tecnologie.

### Antica Fiera di Bresseo
Ogni anno, il lunedì dopo la seconda domenica di ottobre, nella frazione di Bresseo e lungo la strada provinciale "dei Colli" (SP89) fino a Treponti, si svolge la tradizionale "Fiera di Bresseo" con manifestazioni che iniziano il venerdì precedente per terminare il martedì successivo.
«Anche la Fiera di Bresseo ha origine nei pressi di una villa, la secentesca Villa Cavalli, come succede per altre importanti antiche fiere dei dintorni (Grisignano del Zocco, Piazzola, Noventa Vicentina, Noventa Padovana), che si svolgevano d'autunno a conclusione dei lavori agricoli. Non si conosce la data d'inizio della Fiera di Bresseo dato che il drecreto Dogale, cioè l'autorizzazione del governo della Veneta Repubblica, è andato smarrito. Nel 1750 un elenco di fiere e mercati che si svolgevano nell'ambito della Vicaria di Teolo fissa alla seconda domenica di ottobre la data della fiera. Si può ragionevolmente ritenere, comunque, che l'istituzione della fiera e del mercato fosse avvenuta nella seconda metà del 600 poiché a quell'epoca la Villa Cavalli è in gran parte completata e perché è di quell'epoca l'istituzione delle principali fiere del padovano. La Fiera ha origini quindi laiche e private - dato che si svolgeva pressoché completamente in proprietà dei Cavalli e per ragioni ludico-commerciali. Cronisti dell'epoca raccontano come i nobili Cavalli, che lasciavano il soggiorno in campagna proprio a metà ottobre, partecipavano alla sagra mischiandosi al popolo, tra venditori che imbonivano il pubblico di contadini, palchi di ciarlatani e cattedre di indovine. Era la chiusura della villeggiatura nella splendida cornice di colori dell'ottobre sui Colli. Solo quando nel 1740 si costrui l'oratorio annesso al corpo della Villa, la Fiera acquisi anche un significato religioso. Si fece coincidere, infatti, la festa della Maternità di Maria, tema di un famoso quadro ospitato nell'oratorio, con il giorno della fiera. Di questa tradizione si parla anche nelle visite pastorali di fine 700. La Fiera si denominava anche «Fiera dei mastei». Il masteo era una misura del vino detta in italiano «brenta» che corrisponde a circa mezzo ettolitro di vino. Altra antica denominazione è «fiera dei zain». Zaino era chiamato un cavallo baio, morello o sauro, che non avesse nessuna macchia o pelo bianco. Si può, quindi, dedurre che la fiera fosse anche una fiera di cavalli. Oppure si può pensare che la voce popolare dicesse fiera dei zaini proprio per indicare la stessa famiglia Cavalli, promotrice della fiera. Come in tutte le vecchie fiere si trovavano i dolciumi - come i pevarini e il tira mola - ed i giocattoli fatti, alla moda dell'epoca, in legno, stoffa o cartapesta. Alla Fiera si compravano i cuki, strumenti musicali in terracotta, e le sgalmare, scarponi di cuoio con la suola di legno. Ma soprattutto si trattavano prodotti tipici dei Colli come le uve (moscata, garganega, marzemina, la gata) ed i vini, i melograni, le sisole, le castagne, i fichi, i pomi dessi. Nelle osterie e nelle baracche la gente mangiava il baccalà, la trippa, le sissole di maiale, il sardeòn e si beveva il vino bianco nuovo ancor oggi chiamato torbolino. Nelle famiglie arrivavano i parenti anche da lontano e per tradizione si mangiava l'anatra arrosto. I divertimenti erano vari: saltimbanchi, giocolieri, mangiafuoco. Giravano zingari con piccoli tavolini per giochi d'azzardo. Ai primi dei 900 cominciarono i primi circhi equestri, che la gente denominava: «i salti». Gli animali venivano ospitati nelle stalle dei contadini. La fiera dei bestiame (che scomparve intorno agli anni 50) si svolgeva il lunedi nel viale tra le due case della piazza di Bresseo. Oltre ai soliti bovini, ovini ed equini, c'erano in vendita molti maiali e maialini. Vicino al platanòn si costruiva un baraccone con il pavimento fatto di tavole (detto «piattaforma») e si ballavano i balli tradizionali: la quadriglia, la pavana, la furiana, la villotta, e più tardi il valzer, la mazurca, la polca. Suonava l'organetto e, in tempi più recenti, piccole orchestre con la fisarmonica. Nell'ambito della Fiera si organizzava anche una Pesca di beneficenza per i più poveri dei paese».

## Società

### Evoluzione demografica
Abitanti censiti

## Cultura

### Musei
Teolo è sede del Museo di arte contemporanea Dino Formaggio, aperto nel 1993 nel Palazzetto dei Vicari, comprendente una raccolta di opere di autori quali Medardo Rosso, Dino Lanaro, Aligi Sassu e Renato Birolli.

### Eventi
Famoso è il Campionato del mondo di Inline Downhill, spettacolare gara di discesa su pattini a rotelle dalla frazione di Castelnuovo fino a Teolo lungo la strada provinciale che collega i due abitati.
L'offerta turistica propone strutture termali e alberghiere in località Monteortone, inserite nel distretto termale euganeo di Abano Terme.

## Infrastrutture e trasporti
Fra il 1911 e il 1937 Villa di Teolo ospitò il capolinea della diramazione della tranvia Padova-Abano-Torreglia.

## Amministrazione
| Periodo | Periodo   | Primo cittadino   | Partito       | Carica  | Note |
| ------- | --------- | ----------------- | ------------- | ------- | ---- |
| 1990    | 1994      | Giuseppe Ballan   | Lista civica  | Sindaco |      |
| 1994    | 1998      | Orfeo Alban       | Forza Italia  | Sindaco |      |
| 1998    | 2002      | Orfeo Alban       | Centro destra | Sindaco |      |
| 2002    | 2007      | Lino Ravazzolo    | Lista civica  | Sindaco |      |
| 2007    | 2012      | Lino Ravazzolo    | Lista civica  | Sindaco |      |
| 2012    | 2017      | Moreno Valdisolo  | Lista civica  | Sindaco |      |
| 2017    | 2022      | Moreno Valdisolo  | Lista civica  | Sindaco |      |
| 2022    | in carica | Valentino Turetta | Lista civica  | Sindaco |      |

## Sport
Del comune di Teolo fanno parte:
- 2 società calcistiche: Thermal Teolo, Amatori Feriole '92.
- 1 società di pallavolo: Teolo Volley.
- La società Ginnastica 5 Cerchi Teolo.

### Centro Sportivo Euganeo
Dal 1991 al 2014 il Calcio Padova si è allenato al "Centro Sportivo Euganeo" situato a Teolo ai piedi dei Colli Euganei in frazione Bresseo. Comprende 5 campi (di cui uno con tribuna per 500 spettatori) una palestra (privata, "Proprietà Calcio Padova"). L'utilizzo della struttura è venuta meno nell'estate del 2014 a seguito dell'esclusione del Calcio Padova dai campionati nazionali. Attualmente l'impianto è gestito dalla associazione sportiva "Padova Ultimate Frisbee"